# Christine Fersen
Pour les articles homonymes, voir Fersen.
Christine Fersen est une comédienne française, née le 5 mars 1944 à Paris 15e et morte le 26 mai 2008 à Paris 19e. Sociétaire de la Comédie-Française, elle en a été doyen du 1er janvier 2007 à sa mort.

## Biographie
De son vrai nom Christiane Boulesteix, elle suit l'enseignement de Fernand Ledoux au Conservatoire. Elle en sortira avec deux premiers prix de comédie (classique et moderne) et un 2e prix de tragédie.
Elle rejoint la Comédie-Française comme pensionnaire le 1er septembre 1965 et en est nommée sociétaire le 1er janvier 1976. Le 1er janvier 2007, elle devient Doyen de la troupe.
Parmi ses incarnations les plus fortes figurent deux personnages de Victor Hugo, la sanglante Marie Tudor et Lucrèce Borgia, mère scandaleuse à laquelle elle conférait une humanité rageuse. Dans le même registre, elle a été la Médée infanticide d'Euripide au Festival d'Avignon en 1981 dans la cour d'honneur du Palais des Papes ou encore Marie Stuart de Schiller.
Son jeu ardent, sans doute nourri des blessures de la vie - elle a perdu son fils unique qui s'est suicidé - aura séduit quelques-uns des plus grands directeurs d'acteurs, comme le Français Bernard Sobel, l'Italien Luca Ronconi, l'Américain Bob Wilson et, plus récemment, les auteurs-metteurs en scène Valère Novarina et Olivier Py.
Elle meurt le 26 mai 2008 d'une chute par sa fenêtre. Elle est inhumée le 5 juin au cimetière de Montmartre à Paris (division 24), auprès de son fils.

## Filmographie

### Cinéma
- 1971 : Kisss.... de Jean Lévitte
- 1982 : Le Grand Frère de Francis Girod
- 1983 : L'Amie (Heller Wahn) de Margarethe von Trotta
- 1983 : L'Archipel des amours :  Enigme de Cécile Clairval
- 1989 : Les Deux Fragonard de Philippe Le Guay
- 1991 : Milena de Véra Belmont
- 1998 : Cantique de la racaille de Vincent Ravalec
- 1998 : Shakespeare in Love de John Madden : voix française de la reine Elisabeth Ire

### Télévision
- 1973 : Horace de Corneille, réalisation Olivier Ricard
- 1973 : Les Mécontents de Bernard Guillou
- 1973 : La Barque sans pêcheur d'Aldo Altit
- 1974 : Un bon patriote de Gérard Vergez
- 1974 : Le Troisième Cri d'Igaal Niddam
- 1976 : La Limousine de Paul Seban
- 1978 : Le roi se meurt d'Eugène Ionesco, réalisation Yves-André Hubert
- 1978 : Le Destin personnel de Paul Seban
- 1981 : Le Petit Théâtre d'Antenne 2 : Chaîne conjugale de Pierre Laville, réalisation Gérard Follin
- 1983 : Emmenez-moi au théâtre : La Baye de Philippe Adrien, réalisation Guy Séligmann
- 1991 : Les Ritals de Marcel Bluwal
- 1997 : Les Années lycée : Petites de Noémie Lvovsky

## Théâtre
- Entrée à la Comédie-Française le 1er septembre 1965
- 456e Sociétaire le 1er janvier 1976
- Doyen le 1er janvier 2007

- 1965 : Le Songe d'une nuit d'été de Shakespeare, mise en scène Jacques Fabbri, Comédie-Française
- 1966 : Judith de Jean Giraudoux, mise en scène Jacques Sereys, Festival de Bellac
- 1967 : Le Menteur de Corneille, mise en scène Jacques Charon, Comédie-Française
- 1968 : L'Otage de Paul Claudel, mise en scène Jean-Marie Serreau, Comédie-Française
- 1968 : Athalie de Racine, mise en scène Maurice Escande, Comédie-Française
- 1969 : Un imbécile de Luigi Pirandello, mise en scène François Chaumette, Comédie-Française
- 1969 : Au théâtre ce soir : La mariée est trop belle de Michel Duran, mise en scène Jacques Mauclair, réalisation Pierre Sabbagh, Théâtre Marigny
- 1969 : Cinna de Pierre Corneille, mise en scène Maurice Escande, Comédie-Française
- 1969 : Électre de Jean Giraudoux, mise en scène Pierre Dux, Comédie-Française
- 1970 : Malatesta de Henry de Montherlant, mise en scène Pierre Dux, Comédie-Française
- 1970 : Le Songe d'August Strindberg, mise en scène Raymond Rouleau, Comédie-Française
- 1970 : Femmes parallèles de François Billetdoux, mise en scène Jean-Pierre Miquel, Comédie-Française
- 1971 : Un imbécile de Luigi Pirandello, mise en scène François Chaumette, Comédie-Française
- 1972 : Horace de Pierre Corneille, mise en scène Jean-Pierre Miquel, Comédie-Française
- 1972 : La Mort des fantômes de Bernard Dabry, mise en scène Denis Llorca, Théâtre de l'Ouest Parisien
- 1972 : Fracasse de Serge Ganzl d'après Théophile Gautier, mise en scène Marcel Maréchal, Raoul Billerey et Bernard Ballet, Théâtre antique de Fourvière, Festival de la Cité Carcassonne, Comédie de Saint-Étienne
- 1973 : Les Caprices de Marianne de Alfred de Musset, mise en scène Jean-Laurent Cochet, Comédie-Française
- 1974 : Cesare 1950 de Jean-Pierre Bisson, mise en scène de l'auteur, Festival d'Avignon
- 1975 : Cesare 1950 de Jean-Pierre Bisson, mise en scène de l'auteur, Théâtre de Nice
- 1975 : La Célestine de Fernando de Rojas, mise en scène Marcel Maréchal, Comédie-Française au Théâtre Marigny
- 1976 : Maître Puntila et son valet Matti de Bertolt Brecht, mise en scène Guy Rétoré, Comédie-Française au Théâtre Marigny
- 1976 : Cyrano de Bergerac de Edmond Rostand, mise en scène Jean-Paul Roussillon, Comédie-Française
- 1976 : Le roi se meurt d'Eugène Ionesco, mise en scène Jorge Lavelli, Comédie-Française au Théâtre national de l'Odéon
- 1978 : Le Malade imaginaire de Molière, mise en scène Marcel Maréchal
- 1978 : Six personnages en quête d'auteur de Luigi Pirandello, mise en scène Antoine Bourseiller, Comédie-Française
- 1980 : Le roi se meurt d'Eugène Ionesco, mise en scène Jorge Lavelli, Comédie-Française au Théâtre national de l'Odéon
- 1980 : Port-Royal de Henry de Montherlant, mise en scène Jean Meyer, Comédie-Française
- 1981 : Médée d'Euripide, mise en scène Jean Gillibert, Festival d'Avignon, Comédie-Française au Théâtre national de l'Odéon
- 1983 : Triptyque de Max Frisch, mise en scène Roger Blin, Comédie-Française au Théâtre national de l'Odéon
- 1983 : Marie Stuart de Friedrich von Schiller, mise en scène Bernard Sobel, Comédie-Française Festival d'Avignon, Théâtre de Gennevilliers
- 1984 : Ivanov de Tchekhov, mise en scène Claude Régy, Comédie-Française
- 1985 : Le Triomphe de l'amour de Marivaux, mise en scène Alain Halle-Halle, Comédie-Française
- 1985 : L'Imprésario de Smyrne de Carlo Goldoni, mise en scène Jean-Luc Boutté, Comédie-Française
- 1985 : Le Balcon de Jean Genet, mise en scène Georges Lavaudant, Comédie-Française
- 1987 : Le Marchand de Venise de William Shakespeare, mise en scène Luca Ronconi, Théâtre national de l'Odéon
- 1987 : La Ronde d'Arthur Schnitzler, mise en scène Alfredo Arias, Théâtre national de l'Odéon
- 1989 : Un bon patriote ? de John Osborne, mise en scène Jean-Paul Lucet, Théâtre national de l'Odéon
- 1989 : Et les chiens se taisaient d'Aimé Césaire, lecture Festival d'Avignon
- 1989 : La Célestine de Fernando de Rojas, mise en scène Antoine Vitez, Festival d'Avignon, Comédie-Française au Théâtre national de l'Odéon
- 1990 : Huis clos de Jean-Paul Sartre, mise en scène Claude Régy, Comédie-Française
- 1991 : Chutes de Gregory Motton, mise en scène Claude Régy, Théâtre Gérard-Philipe
- 1992 : Pour Serge Rezvani lecture France Culture Comédie-Française Festival d'Avignon
- 1997 : Les Reines de Normand Chaurette, mise en scène Joël Jouanneau, Théâtre du Vieux-Colombier
- 1998 : Le Visage d'Orphée d'Olivier Py, mise en scène de l'auteur, Théâtre de Nice, Théâtre de l'Athénée-Louis-Jouvet, Nanterre-Amandiers
- 1998 : La Tragédie de Coriolan d'après Shakespeare, Normand Chaurette et Joël Jouanneau, mise en scène Joël Jouanneau, Théâtre de l'Athénée-Louis-Jouvet
- 1998 : Les Présidentes de Werner Schwab, mise en scène Marcela Salivarova-Bideau, Théâtre national de Chaillot
- 1999 : La Concession Pilgrim d'Yves Ravey, mise en scène Joël Jouanneau, Studio-Théâtre de la Comédie-Française
- 2000 : La Concession Pilgrim de Pablo Bergel et Yves Ravey, mise en scène Joël Jouanneau, Théâtre Les Ateliers Lyon
- 2000 : Va donc chez Törpe de François Billetdoux, mise en scène Georges Werler, Théâtre du Vieux-Colombier
- 2001 : Les Paravents de Jean Genet, mise en scène Bernard Bloch, Théâtre Nanterre-Amandiers
- 2002 : Nannie sort ce soir de Seán O'Casey, mise en scène Marc François, Théâtre national de Strasbourg
- 2003 : La Forêt d'Alexandre Ostrovski, mise en scène Piotr Fomenko, Comédie-Française
- 2004 : Place des Héros de Thomas Bernhard, mise en scène Arthur Nauzyciel, Comédie-Française
- 2004 : Les Fables de La Fontaine, mise en scène Bob Wilson, Comédie-Française
- 2005 : Place des héros de Thomas Bernhard, mise en scène Arthur Nauzyciel, CDDB-Théâtre de Lorient
- 2006 : L'Espace furieux de Valère Novarina, mise en scène de l'auteur, Comédie-Française
- 2007 : Il campiello de Carlo Goldoni, mise en scène Jacques Lassalle, Comédie-Française Salle Richelieu
- 2007 : La Festa de Spiro Scimone, mise en scène Galin Stoev, Théâtre du Vieux-Colombier

## Discographie
- 1998 : récitante dans Le roi David d’Arthur Honegger, interprété par le Chœur régional Vittoria d'Île-de-France, avec Jacques Martin (récitant), Danielle Borst, Marie-Ange Todorovitch, Gilles Ragon, Orchestre de la Cité, dirigé par Michel Piquemal, paru chez Naxos, et qui remporte les Victoires de la musique classique catégorie enregistrement français de musique classique de l'année.

## Distinctions
- Chevalier de la Légion d'honneur
- Chevalier de l'ordre national du Mérite
- Commandeur de l'ordre des Arts et des Lettres.